# Université chrétienne d'Ouganda
L'université chrétienne d'Ouganda (en anglais : Uganda Christian University ou UCU) est une université privée située à Mukono, dans le centre de l'Ouganda.

## Source
- (en) Cet article est partiellement ou en totalité issu de l’article de Wikipédia en anglais intitulé « Uganda Christian University » (voir la liste des auteurs).